# Ectenessa lurida
Ectenessa lurida là một loài bọ cánh cứng trong họ Cerambycidae.